# Наталі (телеканал)
«Наталі» — український спеціалізований супутниково-кабельний канал з телепродажу.

## Про канал
Телеканал розпочав мовлення 1 січня 2018 року.
9 травня 2018 року, разом зі спорідненим телеканалом «Караван TV», «Наталі» розпочав мовлення у широкоекранному форматі 16:9.
1 вересня 2018 року канал був включений у Київський діапазон цифрового телебачення DVB-T замість телеканалу «Рада».
Телеканал позиціонує себе як «провідник  у світі  модної  індустрії для українських жінок». Надається можливість для вітчизняних виробників  представлення власної продукції без посередників. Партнерами телеканалу є швейні фабрики та ювелірні будинки України. Спектр товарів включає прикраси, одяг, ювелірні вироби тощо українського виробництва.

## Критика
У серпні 2019 року Національна рада України з питань телебачення і радіомовлення оголосила телеканалу попередження через порушення у День Героїв Небесної Сотні 20 січня. Водночас, у 2020 році телеканал знову допустився аналогічного порушення і не поширював інформацію про день пам'яті у повному обсязі, а саме мінімум — раз у дві години.

## Програми каналу
- Milady TV SHOP
- Diamanit
- Mega Mall
- STUDIO MODERNA
- Versailles
- 5 зірок
- Eco Sale
- Золото на білому

## Параметри супутникового мовлення
| Супутник            | Стандарт | Частота, МГц | Швидкість | Поляризація     | FEC | Кодування |
| ------------------- | -------- | ------------ | --------- | --------------- | --- | --------- |
| Hot Bird 13G (13°E) | DVB-S    | 11034        | 27500     | V (вертикальна) | 3/4 | FTA       |